# Staalplaat
Staalplaat — немецко-голландский независимый звукозаписывающий лейбл, расположенный в Амстердаме и Берлине.

## История
Лейбл основан в 1982 году Герт-Яном Хобейном. Специализируется на поиске и издании музыкантов, которые исполняют новую, экспериментальную музыку. В рамках проекта Staalplaat Sound System компания занимается организацией собственных инсталляций и хэппенингов по всему миру. Staalplaat Sound System представлен на таких музыкальных фестивалях как: club transmediale, Mutek, Garage, Ghent Vooruit Geluid Festival, SKIF, Sonar.
В сотрудничестве с голландской радиостанцией VPRO выпускает серию альбомов Mort Aux Vaches.
Упаковка релизов лейбла отличаются крайней оригинальностью. Помимо обычных пластиковых коробок, диски и кассеты упаковываются в деревянные ящички, жестяные круглые коробки, книги в кожаном переплёте и другие нестандартные виды упаковки.

## Музыканты
Наиболее известные музыканты, издававшиеся на лейбле:
- Ain Soph
- Элвин Лусье
- Archon Satani
- Asmus Tietchens
- Autopsia
- Big City Orchestra
- Francisco López
- Deutsch Nepal
- Hafler Trio
- In Slaughter Natives
- Jorge Reyes
- Jim O'Rourke
- Jaap Blonk
- Laszlo Dubrovai
- Lustmord
- Muslimgauze
- Nocturnal Emissions
- O Yuki Conjugate
- Pimmon
- Rapoon
- Troum
- Zoviet France

Российские
- 386 DX (Алексей Шульгин)
- Виды Рыб

## Саблейблы
- Soleilmoon
- Brombron
- Container
- ERS
- God Factory
- Hond In De Goot
- Irritainment In Sound
- Kleptones
- Microwave Recordings
- Mort Aux Vaches
- Muslimgauze Archive
- Muslimgauze Subscription
- Open Circuit